# Anticyclus tridonta
Anticyclus tridonta är en rundmaskart som beskrevs av Murphy 1956. Anticyclus tridonta ingår i släktet Anticyclus och familjen Linhomoeidae. Inga underarter finns listade i Catalogue of Life.